# Ark (Nijkerk)
Ark is een verdwenen nederzetting ten noorden van de Gelderse stad Nijkerk. 
Dat Ark werd verzwolgen door de zee is een van de beide mogelijke verklaringen voor de herkomst van de naam Nijkerk. Nijkerk werd in dialect uitgesproken als Niekark, hetgeen mogelijk een verbastering zou kunnen zijn van ‘Nieuw Ark’. De bewoners van Ark verhuisden destijds naar hoger gelegen gronden.
Het gebied rondom Ark en het meer landinwaarts gelegen Landgoed Bokhorst werd vanaf de negende eeuw bewoond. De kustlijn lag toen veel noordelijker dan de latere dijk van de Zuiderzee. Ark lag op veengrond dicht bij het Flevo-merengebied. Het ontstane gehucht Ark bestond uit vier boerderijen: Nameco, Oza, Oenga en Oenga de Oude. De bewoners verbouwden boekweit en leefden van de visvangst. Met het inklinken van de bodem en de stijging van de zeespiegel werd Ark ten slotte door de golven van de Zuiderzee verzwolgen. In Zuidelijk Flevoland zijn restanten van Ark aangetroffen. Naast vuurstenen en een stenen bijl werden ook potscherven en een Arker kogelpot gevonden uit de tweede helft 13e eeuw/begin 14e eeuw. 
In 1356 verleende hertog Reinoud III van Gelre dijkrecht aan geërfden van Putten en Nijkerk om langs de Zuiderzee een 10 kilometer lange dijk aan te leggen die Nijkerk tegen de Zuiderzee moest beschermen. De door de bedijking ontstane zeepolder kreeg de naam Arkemheen, afgeleid van een groepje hoeven met de naam Archi of Ark. In 1703 werd de Breede Beek, waaraan Nijkerk ontstond, verbreed en verdiept tot de Arkergraft. Andere namen die aan de verdwenen nederzetting herinneren zijn de Arkerweg en de Arkervaart.